# Azotobacter vinelandii
Azotobacter vinelandii es una especie microbiológica de bacteria Gram negativa quimiorganotrofa. 
Se reproducen por fisión binaria, viven en suelos y en aguas frescas, y son células ovoides y grandes de 1,5 a 2 µm de diámetro, pleomórficas, variando su morfología desde bacilos hasta cocos. A. vinelandii es poliploide (posee varias copias de su cromosoma).
Las capacidades metabólicas y genéticas por las que A. vinelandii ha sido y es objeto de estudio son principalmente:
1. Fija nitrógeno atmosférico en presencia de oxígeno por tres sistemas diferentes de nitrogenasa.
2. Posee mecanismos de protección de la nitrogenasa.
3. Posee una alta capacidad respiratoria que en condiciones diazotróficas o de fijación de nitrógeno es hasta 10 veces más alta que la de Escherichia coli.
4. Produce dos polímeros de uso industrial: el polisacárido extracelular alginato y el poliéster intracelular polihidroxibutirato.
5. Sufre un proceso de diferenciación morfológica para formar quistes resistentes a la desecación.

- Datos: Q2157875